# Sultanato de Matarão
```
   |-
       | 
Erro:
:  
valor não especificado para "
continente
"
```

O Sultanato de Matarão (Mataram) foi o último grande reino nativo independente da ilha de Java antes de sua colonização pelos neerlandeses. Foi a força política dominante no interior de Java Central do fim do século XVI até o início do século XVIII.
Não deve ser confundido com o Reino de Matarão, existente na mesma região, entre os séculos VIII e XI.
O kraton (Palácio Real) de Surakarta foi estabelecido em 1745 por Pakubuwana II. O sunanato de Surakarta e o sultanato de Yogyakarta são conjuntamente os sucessores do sultanato de Matarão. Ao contrário de suas contrapartes em Yogyakarta, que usam o título de Sultão, os governantes de Surakarta usam o título de Sunan. O nome holandês foi usado durante o domínio colonial holandês até a década de 1940.

## História
Matarão era um dos vários pequenos estados javaneses nos séculos IX e X. Um principado em particular foi fundado em algum momento do século X, tornando-se um sultanato em 1508, governado por um susubunan (sultão). 1586 e 1755 foi o poder hegemônico de a ilha de Java. Em 1755 foi dividido por ordem dos Países Baixos em dois estados vassalos.
O sultanato opôs-se militarmente desde o seu nascimento aos Estados da costa nordeste de Java. Essas guerras, que causaram demografia negativa em algumas áreas da ilha, terminaram em 1625 com a destruição de Surabaja, o último grande porto da costa noroeste. Apesar disso, eles continuaram com uma sucessão de assassinatos dos líderes costeiros, ordenados pelos sultões de Matarão. Em 1675 esta situação levou a uma rebelião em Java Oriental. A Holanda, que então começou a influenciar politicamente Mataram, apoiou o sultão. A Holanda também ajudou Mataram em uma rebelião em 1680.

#### Guerras javanesas
Já no final do século XVII, a Companhia Holandesa das Índias Orientais (por sua sigla, VOC) desempenhou um papel importante na ilha de Java, justamente por causa, entre outras coisas, de sua aliança com Matarão, a potência hegemônica local. Durante o século XVIII, no entanto, ocorreu uma longa série de revoltas conhecidas coletivamente como as guerras javanesas.
Durante a Guerra de Surabaja (1718-1723) Matarão conseguiu quebrar definitivamente as antigas linhagens das costas de Java central. No entanto, houve mais e mais revoltas contra os sultões e seus aliados, os holandeses. Nesses levantes, como já havia acontecido, o Islã desempenhou um grande papel, pois os sultões de Matarão o exerceram de maneira descontraída, tornando-se motivo para exigir sua derrubada. A ajuda holandesa teve consequências; assim, Matarão teve que ceder a eles em 1743 toda a costa norte e o extremo norte de Java.
Uma guerra, entre 1749 e 1757, provocou a divisão de Mtarão em três novos estados: Surakarta, governado por um susuhunan, Yogyakarta, por um sultão, e um mangkunegara também instalado em Surakarta.
Enquanto isso, os holandeses continuaram a conquistar mais territórios em Java. Entre 1825 e 1830, ocorreu a maior dessas guerras, que é chamada de Guerra de Java. Seu líder era Dipanegara, um jovem que, além de descendente dos sultões de Yogyakarta, era um líder islâmico.

## Religião
O sincretismo religioso do sultanato foi usado por seus inimigos para tentar derrubar os sultões, especialmente depois do sultão Agung (1613-1646), invocando contra eles um puro seguimento do Islã. Por outro lado, os sultões de Mataram praticaram uma política de assassinato dos líderes islâmicos mais ortodoxos.